# Jasna Fazlić
Jasna Fazlić-Rather (Foča, 20 dicembre 1970) è un'ex tennistavolista jugoslava naturalizzata statunitense.
Ha vinto la medaglia di bronzo nel doppio alle Olimpiadi di Seoul nel 1988 in coppia con Gordana Perkučin. Dal 1992 al 1997 è stata sposata con Ilija Lupulesku.
In seguito ha ottenuto la cittadinanza statunitense ed ha gareggiato anche sotto quelle insegne.